# Защитники (телесериал, 1961)
«Защи́тники» (англ. The Defenders) — американский юридический телевизионный сериал, который транслировался на CBS с 1961 по 1965 год. Действие сериала разворачивалось в зале суда, а центральными персонажами были отец и сын, адвокаты, работающие в паре. Главные роли в сериале исполнили Э. Г. Маршалл и Роберт Рид, а создателем сериала был Реджинальд Роуз. Сериал изначально был создан как эпизод антологии Studio One в 1957 году.
Будучи одной из первых юридических драм с либеральным уклоном, сериал спустя годы отмечается как возможно, наиболее социально значимый сериал в истории телевидения. В ходе периода своей трансляции сериал рассматривал проблемы неонацизма, отказов от военной службы, гражданских прав чернокожих, права эвтаназии и т. д. Будучи высоко оцениваемым критиками, сериал подвергался цензуре из-за спорных тем. Так в 1962 году регулярные рекламодатели отказались спонсировать эпизод, где юристы защищали врача, проводившего аборты.
Сериал транслировался в течение четырёх сезонов на CBS, получая не только похвалу от критиков, но и находя рейтинговый успех, будучи вдохновением для других нестандартных шоу в последующие годы. Сериал выиграл три последовательные премии «Эмми» за лучший драматический сериал. В общей сложности сериал получил четырнадцать «Эмми», включая победы за сценарии, режиссуру и актёрскую игру. В 1963 году сериал также получил премию «Золотой глобус». В 2002 году сериал занял 31 место в списке Пятидесяти величайших телешоу всех времён по версии TV Guide.